# Trapstar
Trapstar – drugi album muzyczny polskiego trapera Young Multi, wydany 23 listopada 2018 przez własną oficynę muzyka, a dystrybuowany przez My Music. Płyta zadebiutowała w zestawieniu OLiS na pierwszym miejscu.
Album otrzymał status platynowej płyty

## Lista utworów
1. Self Made (prod. Vznare)
2. Podziały ft. Peja (prod. ZachOnTheTrack)
3. Ronaldinho (prod. Deemz)
4. Córka tatusia (prod. Poly)
5. Trap II (prod. Fast Life Sharky)
6. Plan (prod. LOESOE)
7. Błysk flesza (prod. Kubi Producent & Fast Life Sharky)
8. Skrzydła (prod. Vznare & Theo Beats)
9. Kosmita ft. Żabson (prod. GeezyBeatz)
10. Jeden dzień (prod. Hennedy)
11. Noc rozliczenia (prod. Fast Life Sharky)
12. High Life (prod. ChrizBeatz)
13. Kiedy odejdę ft. Bedoes (prod. Kubi Producent)